# جو جويس
جو جويس (بالإنجليزية: Joe Joyce)‏ (18 مارس 1961 في المملكة المتحدة - ) هو لاعب كرة قدم بريطاني في مركز الدفاع. لعب مع سكونثورب يونايتد ونادي بارنسلي ونادي كارلايل يونايتد ودارلينجتون إف سى.

## وصلات خارجية
- جو جويس على موقع قاعدة بيانات كرة القدم.إي يو (الإنجليزية)
- جو جويس على موقع Soccerbase.com (لاعب) (الإنجليزية)